# German Juniors 2025
Das German Juniors 2025 im Badminton fand vom 5. bis zum 9. März 2025 in Mülheim an der Ruhr statt. Es war die 40. Austragung dieses bedeutendsten internationalen Badminton-Juniorenwettkampfs in Deutschland.

## Sieger und Platzierte
| Disziplin    | Gold                       | Silber                       | Bronze                                                |
| ------------ | -------------------------- | ---------------------------- | ----------------------------------------------------- |
| Herreneinzel | Liu Yangmingyu             | Hyuga Takano                 | Lam Ka To                                             |
| Herreneinzel | Liu Yangmingyu             | Hyuga Takano                 | Luo Jingyu                                            |
| Dameneinzel  | Rujula Ramu                | Yurika Nagafuchi             | Ip Sum Yau                                            |
| Dameneinzel  | Rujula Ramu                | Yurika Nagafuchi             | Xu Tengti                                             |
| Herrendoppel | Kazuma Kawano Shuji Sawada | Chen Junting Liu Junrong     | Tu Yichen Xue Ziyu                                    |
| Herrendoppel | Kazuma Kawano Shuji Sawada | Chen Junting Liu Junrong     | Alexius Ongkytama Subagio Aquino Evano Keneddy Tangka |
| Damendoppel  | Cheon Hye-in Moon In-seo   | Chen Fanshutian Zhang Jiahan | Liang Yuen Wei Yueyue                                 |
| Damendoppel  | Cheon Hye-in Moon In-seo   | Chen Fanshutian Zhang Jiahan | Kim Han-bi Kim Tae-yeon                               |
| Mixed        | Liu Junrong Zhang Jiahan   | Tu Yichen Cao Zihan          | Lee Hyeong-woo Cheon Hye-in                           |
| Mixed        | Liu Junrong Zhang Jiahan   | Tu Yichen Cao Zihan          | Yu Aojian Liang Yuen                                  |